# Championnats d'Espagne de squash
Les Championnats d'Espagne de squash sont une compétition de squash individuelle organisée par la Fédération espagnole de squash. Ils se déroulent chaque année depuis 1995.
Borja Golán détient le record de victoires avec 17 titres.
Elisabet Sadó et Xisela Aranda détiennent le record féminin avec 7 titres.

## Palmarès

### Hommes
- 2025 : Iker Pajares Bernabeu[2]
- 2024 : Iker Pajares Bernabeu[3]
- 2023 : Iker Pajares Bernabeu
- 2022 : Borja Golán
- 2021: Iker Pajares Bernabeu[4]
- 2020: Iker Pajares Bernabeu
- 2019 : Edmon López
- 2018 : Borja Golán[5]
- 2017 : Borja Golán[6]
- 2016 : Borja Golán[7]
- 2015 : Borja Golán[8]
- 2014 : Borja Golán[9]
- 2013 : Borja Golán[10]
- 2012 : Borja Golán[11]
- 2011 : Borja Golán[12]
- 2010 : Oriol Salvià[13]
- 2009 : Borja Golán[14]
- 2008 : Borja Golán[15]
- 2007 : Borja Golán[16]
- 2006 : Borja Golán[17]
- 2005 : Borja Golán[18]
- 2004 : Borja Golán[19]
- 2003 : Borja Golán[20]
- 2002 : Borja Golán[21]
- 2001 : Oriol Salvià[22]
- 2000 : Alberto Manso[23]
- 1999 : Albert Codina[24],[25]
- 1998 : Albert Codina[26]
- 1997 : Víctor Montserrat[27]
- 1996 : Albert Codina[28]
- 1995 : Albert Codina
- 1994 : Austin Adarraga
- 1993 : Austin Adarraga
- 1992 : Austin Adarraga
- 1991 : Salvador Miró
- 1990 : Austin Adarraga
- 1989 : Albert Codina
- 1988 : Austin Adarraga
- 1987 : Pedro Riviere
- 1986 : Pedro Riviere
- 1985 : Pedro Riviere
- 1984 : José Luis de la Guardia
- 1983 : Miguel Inchausti
- 1982 : Santiago Nieto
- 1981 : Santiago Nieto
- 1980 : Santiago Nieto
- 1979 : Carlos Sainz

### Femmes
- 2025 : Cristina Gómez[2]
- 2024 : Marta Domínguez[3]
- 2023 : Cristina Gómez
- 2022 : Cristina Gómez
- 2021 : Marta Domínguez[4]
- 2020 : Cristina Gómez
- 2019 : Cristina Gómez
- 2018 : Cristina Gómez[5]
- 2017 : Cristina Gómez[6]
- 2016 : Xisela Aranda[7]
- 2015 : Xisela Aranda[8]
- 2014 : Xisela Aranda[9]
- 2013 : Xisela Aranda[10]
- 2012 : Xisela Aranda[11]
- 2011 : Xisela Aranda[12]
- 2010 : Xisela Aranda[13]
- 2009 : Elisabet Sadó[14]
- 2008 : Elisabet Sadó[15]
- 2007 : Elisabet Sadó[16]
- 2006 : Elisabet Sadó[17]
- 2005 : Elisabet Sadó[18]
- 2004 : Olga Puigdemont[19]
- 2003 : Olga Puigdemont[20]
- 2002 : Elisabet Sadó[21]
- 2001 : Elisabet Sadó[22]
- 2000 : Laia Sans[23]
- 1999 : Laia Sans[24]
- 1998 : Natalia Meneu[26]
- 1997 : Natalia Meneu[27]
- 1996 : Natalia Meneu[28]
- 1995 : Natalia Meneu
- 1994 : Natalia Meneu
- 1993 : Natalia Meneu
- 1992 : Elena Sánchez
- 1991 : Elena Sánchez
- 1990 : Lali Valls
- 1989 : Lali Valls
- 1988 : Lali Valls
- 1987 : Lali Valls
- 1986 : Lali Valls
- 1985 : María Bachs
- 1984 : María Bachs
- 1983 : Patricia Armet
- 1982 : Asunción Zamora
- 1981 : Asunción Zamora
- 1980 : Asunción Zamora
- 1979 : Rosa Ros